# Sinagoga Norsa Torrazzo
La sinagoga Norsa Torrazzo, construida en 1513 y reconstruida en 1751, se encuentra en el edificio de via Govi 13 en Mantua. Es un monumento nacional.

## La sinagoga
En el antiguo gueto de Mantua había seis sinagogas. Cuando se decidió el derribo de la judería a finales del siglo XIX, entre 1899 y 1902, una de ellas fue trasladada y reconstruida fielmente en el patio del edificio actual, que desde 1825 había sido residencia de ancianos. La sinagoga Norsa Torrazzo, de rito italiano, es la única en Mantua que ha sobrevivido con su mobiliario original del siglo XVIII. Las otras sinagogas fueron demolidas a principios del siglo XX y sus muebles desaparecieron o fueron trasladados a Israel.

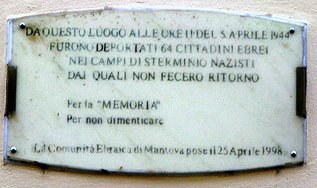
Placa en memoria de los deportados víctimas del nazismo

La sala de oración es rectangular. Los muros y la bóveda están revestidos de estucos (fieles moldes de los originales que no se pudieron desprender), exaltando la magnificencia de la familia Norsa o reproduciendo versos bíblicos en hebreo. El Hejal y la Bimah se enfrentan, uno a la izquierda, el otro a la derecha de la entrada, colocados en dos grandes nichos, realzados sobre tres escalones e iluminados desde las ventanas. Ambos realizados en madera finamente elaborada y adornados con tejidos bordados. Dos filas paralelas de bancos de madera oscura acogen a los fieles de ambos lados. Candelabros de hierro forjado cuelgan del techo.
El matroneo está ubicado sobre la pared de ingreso y asoma a la sala con una balaustrada abierta sobre columnas.
La sinagoga Norsa Torrazzo es un monumento nacional y actualmente está abierta al público con regularidad.

## Las instalaciones de la sinagoga
La comunidad judía de Mantua y la Asociación Cultural Judía de Mantua se encuentran en las instalaciones del edificio de la sinagoga. En la entrada, una placa, colocada el 25 de abril de 1998, conmemora a los "64 ciudadanos judíos" deportados de Mantua durante el Holocausto "a los campos de exterminio nazis, de los que no regresaron". La planta superior está ocupada por un archivo histórico que alberga documentos desde 1522 a 1861 y la administración contiene documentación desde 1861 hasta la actualidad. Además de libros y manuscritos, se conservan partituras musicales del siglo XIX, registros de estado civil y sentencias y papeles de la corte judía.

## Otros proyectos
- Wikimedia Commons contiene imágenes u otros archivos de la sinagoga Norsa Torrazzo